# Friedrich Wilhelm (Politiker)
Friedrich Wilhelm (* 16. April 1916 in Rottenbauer, heute Würzburg; † 25. März 2000) war ein deutscher Politiker (CSU).
Nachdem er 1935 das Abitur ablegte, war Wilhelm als Praktikant und Student an der Technischen Hochschule München in der Fakultät Landwirtschaft tätig, in der er 1940 das Examen zum Diplomlandwirt erhielt. Von 1939 bis 1943 wurde er in den Wehrdienst eingezogen. Dort war er Leutnant der Infanterie, wurde zweimal verwundet und saß in Kriegsgefangenschaft. Er promovierte während des Studienurlaubs. Nach dem Krieg leitete er zwei Ernährungsämter, zunächst in Bad Kissingen, später in Würzburg. 1949 wurde er zum Landrat des Landkreises Würzburg gewählt, dieses Amt führte er bis 1978 aus. 1953 wurde er Vorsitzender des Zweigverbands Unterfranken des Bayerischen Landkreisverbands, 1958 wurde er zweiter Vorsitzender des Bayerischen Landkreisverbands und Mitglied des Präsidiums des Deutschen Landkreisverbands.
Von 1962 bis 1970, also während seiner Amtszeit als Landrat, gehörte Wilhelm dem Bayerischen Landtag an, in den er beide Male im Stimmkreis Würzburg-Land – Marktheidenfeld gewählt wurde. Vom 1. März 1971 bis Ende 1981 war er Mitglied des Senats für die Gruppe Gemeinden und Gemeindeverbände.

## Ehrungen
- 1972: Verdienstkreuz 1. Klasse der Bundesrepublik Deutschland
- 1976: Großes Verdienstkreuz der Bundesrepublik Deutschland
- Bayerischer Verdienstorden